# Suopo
Suopo (kinesiska: 梭坡乡, 梭坡) är en socken i Kina. Den ligger i provinsen Sichuan, i den sydvästra delen av landet, omkring 200 kilometer väster om provinshuvudstaden Chengdu. Antalet invånare är 3 266. Befolkningen består av 1 664 kvinnor och 1 602 män. Barn under 15 år utgör 22,0 %, vuxna 15-64 år 69 %, och äldre över 65 år 8,0 %.
Genomsnittlig årsnederbörd är 1 148 millimeter. Den regnigaste månaden är juni, med i genomsnitt 236 mm nederbörd, och den torraste är december, med 6 mm nederbörd.